# Bijugis noricella
Bijugis noricella är en fjärilsart som beskrevs av Leo Sieder 1946. Bijugis noricella ingår i släktet Bijugis och familjen säckspinnare. Inga underarter finns listade i Catalogue of Life.